# Alison Jolly
Alison Jolly, geborene Bishop, (* 9. Mai 1937 in Ithaca; † 6. Februar 2014 in Lewes, Vereinigtes Königreich) war eine US-amerikanische Primatenforscherin. Sie war der erste Wissenschaftler, der sich auf die Erforschung von Lemuren spezialisierte. In den 1960er Jahren war sie maßgeblich an der Erstellung des Umweltaktionsplans für Madagaskar beteiligt, den ersten weltweit.

## Biographie
Alison Bishop wuchs in einer künstlerisch geprägten Intellektuellenfamilie auf: Ihre Mutter, Alison Mason Kingsbury, war eine renommierte Porträt- und Landschaftsmalerin, ihr Vater, Morris Bishop, Professor für romanische Sprachen an der Cornell University, der sich als Autor von historischen Werken und von komischen Gedichten einen Namen machte.
1958 absolvierte Bishop ihren Bachelor-Abschluss in Zoologie an der Cornell University. Anschließend ging sie nach Yale mit dem Plan, Schwämme zu erforschen und darüber zu promovieren. Dort betreute sie die von der Universität gehaltenen Lemuren und war von ihnen fasziniert, und sie änderte ihr Forschungsthema. Ab 1962 publizierte sie regelmäßig Beiträge über Lemuren, 1966 ihr Buch Lemur Behavior: A Madagascar Field Study. Dafür beobachtete sie 1963 bis 1964 monatelang Kattas (Lemur catta) und Larvensifakas (Propithecus verreauxi) im Galeriewald am Ufer des Mandrare bei Berenty; es waren die ersten wissenschaftlichen Feldstudien über diese Tiergattungen. Dabei entdeckte sie, dass bei den Mohrenmakis und den Kattas die Weibchen dominant sind über die Männchen, entgegen der bis dahin herrschenden Meinung in der Wissenschaft, dass bei Primaten immer die Männchen dominant seien.
Zu dieser Zeit lernte Bishop ihren späteren Ehemann, den britischen Entwicklungsökonomen Richard Jolly, kennen. Das Paar heiratete 1964 und bekam vier Kinder. Richard Jolly wurde später unter anderem Leitender Direktor bei UNICEF. 1969 zog die Familie nach Lewes ins englische Sussex; obwohl die Eheleute in den kommenden Jahrzehnten aus beruflichen Gründen oftmals andere Standorte hatten, blieb dies ihr Hauptwohnsitz.
Ihre Aufenthalte in Afrika waren der „Beginn von Alisons ein halbes Jahrhundert andauernder Liebesaffäre mit der Fauna, Flora und den Menschen von Madagaskar“. In der folgenden Zeit kehrte sie jährlich zu weiteren Forschungen nach Madagaskar zurück. In mehr als zwei Jahrzehnten beobachtete sie als Forscherin der New York Zoological Society sowie der Universitäten Cambridge, Sussex (an der sie auch unterrichtete), Princeton und Rockefeller mehr als 20 Gruppen von Kattas. Vor Ort arbeitete sie mit der madegassischen Wissenschaftlerin Hantanirina Rasamimanana zusammen, mit der sie eine enge Freundschaft verband. Auch bildete Jolly einheimische Wissenschaftler vor Ort aus.
1972 kam Alison Jollys Buch The  Evolution of Primate Behavior heraus, das „erste umfassende und wirklich verständliche Lehrbuch der Primatologie“. Neben ihren Fachbüchern veröffentlichte sie populäre Bücher, in denen sie auf die Gefährdung der Lemuren hinwies, aber ebenso den Schutz der Menschen im Land forderte, auch angeregt durch die Arbeit ihres Mannes, der sich bei der UNICEF und anderen Organisationen dem Kampf gegen Armut in der Welt verschrieben hatte. Gemeinsam mit Gerald Durrell und Frans Lanting veröffentlichte sie Madagascar: A World Out of Time, einen Band, in dem die ungewöhnliche Artenvielfalt in Madagaskar dargestellt wurde. Gemeinsam mit den Anthropologen Russell Mittermeier und Alison Richard, der Weltbank und dem World Wide Fund unterstützte sie die madagassische Regierung bei der Erstellung des ersten landesweiten Umweltaktionsplans der Welt. Der Plan wurde 1992 auf der Konferenz der Vereinten Nationen über Umwelt und Entwicklung in Rio de Janeiro vorgestellt.
Im Jahr 1999 veröffentlichte Alison Jolly das Buch Lucy’s Legacy: Sex and Intelligence in Human Evolution, ein Fachbuch, das die Rollen von Kooperation und Konkurrenz in der menschlichen Evolution darstellt. Jolly kam am Beispiel der Lemuren zu dem Schluss, dass die vielen Stunden, mit Spielen, gegenseitiger Pflege und sozialer Interaktion für die Evolution von Intelligenz ebenso wichtig gewesen sein könnten wie die Entwicklung von Waffen und Werkzeugen, die als Markenzeichen des evolutionären Fortschritts galten. Ihr Fazit: „Ich habe nie verstanden, warum Emergenz und Reduktionismus, geschweige denn Kultur und Biologie, in Opposition zueinander stehen sollten. Ich möchte sowohl meinen Kuchen essen als auch das Rezept kennen.“ In Lords and Lemurs: Mad Scientists, Kings with Spears and the Survival of Diversity in Madagascar (2004) behandelte sie Geschichte und Naturgeschichte von Madagaskar verbunden mit eigenen Erinnerungen und der Forderung, die einzigartige Flora und Fauna des Landes zu bewahren.
Ab 2005 widmete sich Jolly dem Ako-Projekt, einem Naturschutzerziehungsprojekt mit Kinderbüchern und Postern, das sie zusammen mit Hantanirina Rasamimanana entwickelte, und das zu einem wichtigen von der UNICEF unterstützten Schulprojekt in Madagaskar wurde. Sie veröffentlichte im Rahmen der Ako-Serie mehrere Kinderbücher mit englischem und madegassischem Text, die unter anderem das Leben des Lemuren Ako erzählen.
Naturschutz bedeute, „die Standpunkte von Kollegen, Politikern und Dorfbewohnern in unseren Gastländern zu verstehen, die das Überleben ihrer Affen, Menschenaffen und Lemuren bestimmen“, so Jolly. „Gibt es Hoffnung?“, fragte sie in einer E-Mail an Freunde, um dann ihre eigene Frage zu beantworten: „Es hängt alles davon ab, ob wir die Weisheit besitzen, unsere Zukunft zu bewahren.“
Alison Jolly starb am 6. Februar 2014 im Alter von 76 Jahren an Brustkrebs.

## Ehrungen
Im Jahr 2006 wurde eine neuentdeckte Art von Mausmakis, der winzige Microcebus jollyae, nach Alison Jolly benannt.
Jolly erhielt zahlreiche weitere Auszeichnungen: So wurde sie 1992 in die American Academy of Arts and Sciences aufgenommen, 1998 mit dem Ritterorden von Madagaskar geehrt und mit Osman Hill Memorial Medal der Primate Society of Great Britain. Die Universitäten von Antananarivo und der Turin verliehen ihr Ehrendoktorwürden.
2010 erhielt Jolly in Kyōto den Lifetime Achievement Award der International Primatological Society, deren Präsidentin sie von 1992 bis 1996 war.

## Publikationen
- Lemur Behavior: A Madagascar Field Study, University of Chicago Press, 1966
- The Evolution of Primate Behavior, 1972
- (Die Entwicklung des Primatenverhaltens. Gustav Fischer, München 1997, ISBN 978-3-437-30197-1.)
- Play: Its Role in Development and Evolution, 1976
- A World Like Our Own; Man and Nature in Madagascar, Yale University Press, 1980
- Madagascar: A World Out of Time, 1984, mit Frans Lanting & Gerald Durrell
- Madagascar, Key Environments Series, 1984
- Lucy’s Legacy: Sex and Intelligence in Human Evolution, 1999
- Lords and Lemurs: Mad Scientists, Kings with Spears, and the Survival of Diversity in Madagascar, 2004
- Thank You, Madagascar: The Conservation Diaries of Alison Jolly, 2015